# Herb Kelleher
Pour les articles homonymes, voir Kelleher.
Herbert David Kelleher (né le 12 mars 1931 et mort le 3 janvier 2019) était un avocat milliardaire et dirigeant de compagnies aériennes américaines. Il est surtout connu pour avoir été le cofondateur, puis le PDG, et enfin le président émérite de Southwest Airlines jusqu'à sa mort. Herbert Kelleher s'est largement inspiré de la culture d'entreprise de Pacific Southwest Airlines pour créer Southwest Airlines.

## Biographie
Kelleher est né à Camden, dans le New Jersey, le 12 mars 1931, et a grandi à Audubon, dans le New Jersey, où il sort diplômé de l'école secondaire Haddon Heights. Il obtient un bachelor de la Wesleyan University, où il fut boursier. Il est ainsi diplômé en anglais et en philosophie, et obtient un juris doctor de la New York University, où il fut boursier Root-Tilden.
À Wesleyan, il était membre de la fraternité Delta Kappa Epsilon. Lors d'une rencontre de basket-ball, il fait la connaissance de Joan Negley, étudiante au Connecticut College de New London. Ils se marient et c'est Joan qui lui fait découvrir l'État du Texas, dont il est tombe également amoureux, affirmant que "la décision la plus importante que j'ai prise dans le monde des affaires ... a été de déménager au Texas".
Kelleher fut notamment connu pour être un petit dormeur, pour son affinité pour le bourbon Wild Turkey, et pour avoir été un grand fumeur de cigarettes  Philip MorrisIl est diagnostiqué d'un cancer de la prostate en 1999, et entreprend une radiothérapie. Il meurt le 3 janvier 2019 à l'âge de 87 ans.